# Raparna caeruleotincta
Raparna caeruleotincta là một loài bướm đêm trong họ Noctuidae.